# Cylichna oryza
Cylichna oryza är en snäckart. Cylichna oryza ingår i släktet Cylichna och familjen Cylichnidae. Inga underarter finns listade i Catalogue of Life.